# Aaradhna
Aaradhna Jayantilal Patel (Porirua, 20 dicembre 1983) è una cantante neozelandese.

## Biografia
Di origini samoane e indiane, Aaradhna ha iniziato a cantare e scrivere canzoni all'età di 11 anni. Nel 2004 ha collaborato con gli Adeaze in Getting Stronger, che ha raggiunto la vetta della classifica neozelandese dei singoli e che è stato certificato disco di platino in madrepatria per le 30 000 copie vendute; anche They Don't Know, in cui ha collaborato con il rapper Savage, ha avuto successo nel paese, raggiungendo la 2ª posizione e venendo certificato disco d'oro grazie a 15 000 copie distribuite a livello nazionale.
A gennaio 2006 ha pubblicato Down Time come primo singolo estratto dal primo album in studio; il brano ha raggiunto la 3ª posizione nella classifica neozelandese. Il suo album di debutto, I Love You, è stato pubblicato nel maggio successivo, è entrato alla 13ª posizione nella classifica nazionale ed è stato certificato disco d'oro. Il singolo I Love You Too ha raggiunto la 5ª posizione in Nuova Zelanda.
Il secondo disco Sweet Soul Music, diffuso a febbraio 2008, ha esordito in 17ª posizione in madrepatria. Nel 2011 ha iniziato a lavorare sul terzo album, anticipato dal singolo Wake Up, pubblicato ad agosto 2012 e piazzatosi 12° nella Official New Zealand Music Chart. Il disco è stato pubblicato a novembre dello stesso anno e presenta influenze musicali doo-wop e alla musica pop degli anni 60; ha debuttato nazionalmente al 14º posto e grazie ad esso la cantante ha trionfato in quattro categorie ai New Zealand Music Awards 2013.
Il quarto album in studio di Aaradhna, intitolato Brown Girl, è stato commercializzato nel luglio 2016 ed ha trattato l'esperienza della cantante con il razzismo. È entrato in vetta alla classifica neozelandese e al 73º posto in quella australiana. A novembre 2016, tra i premi vinti ai New Zealand Music Awards, le è stato consegnato anche il riconoscimento per il miglior artista hip hop: la cantante, al momento della premiazione, è salita sul palco ma l'ha rifiutato, sostenendo di essere stata inserita nella categoria solo per il colore della sua pelle.

## Discografia

### Album in studio
- 2006 – I Love You
- 2008 – Sweet Soul Music
- 2012 – Treble & Reverb
- 2016 – Brown Girl

### Singoli

#### Come artista principale
- 2006 – Down Time
- 2006 – I Love You Too
- 2012 – Wake Up
- 2012 – Lorena Bobbitt
- 2013 – Great Man
- 2016 – Brown Girl

#### Come artista ospite
- 2004 – Getting Stronger (con Adeaze)
- 2005 – They Don't Know (con Savage)
- 2005 – Love Declaration (con Steve Mac)
- 2006 – Spin1 (con Che Fu)
- 2009 - Turn It Around (con David Dallas)
- 2009 – With You in My Bed (con Isaac Aesili e Buff1)
- 2009 – Music (Makes the World Go Around) (con Frisko)
- 2010 – Say Yeah (con P-Money e David Dallas)
- 2011 – Like You (con Monsta)